# 福島出入口
福島出入口（ふくしまでいりぐち）は、大阪府大阪市福島区の阪神高速道路11号池田線の出入口。環状線方面からの入口と池田方面への出口のハーフICである。梅田への最寄り出入口の一つである。
隣の塚本出入口と同じく悪名高い渋滞の名所となっており、特に下り線（池田方行き）の渋滞は環状線、松原線、堺線にまで延びることが間々ある（特に土曜朝時の渋滞が一番酷い）。

## 周辺
- JR福島駅
- ホテル阪神
- 淀川
- 淀川河川公園
- 光智院

## 隣
阪神高速11号池田線
(11-01)中之島入口 - (11-03)梅田出入口 - (11-04)福島出入口 - (11-05)塚本出入口 - (11-06)加島出入口